# Abutilon buchii
Abutilon buchii är en malvaväxtart som beskrevs av Ignatz Urban. Abutilon buchii ingår i släktet klockmalvor, och familjen malvaväxter. Inga underarter finns listade i Catalogue of Life.